# Grande synagogue de Białystok (1913-1941)

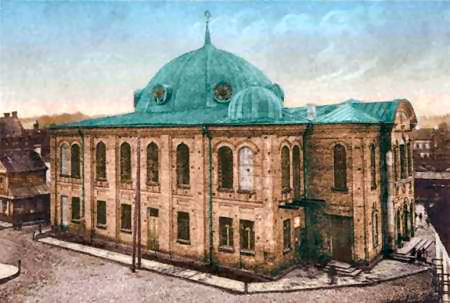
La synagogue vers 1920

La Grande synagogue de Białystok (en polonais:  Wielka Synagogue w Białymstoku), située dans la Suraskastraße, a été construite entre 1909 et 1913, en remplacement de l'ancienne synagogue qui datait de 1764. Conçue par l'architecte Samuel (ou Szlojme) Rabinowitch, elle a été incendiée par les nazis le 27 juin 1941 avec enfermés à l'intérieur entre 800 et 2 000 ou 1500 Juifs qui périrent brulés.
Białystok est une ville polonaise de la voïvodie de Podlachie, située près de la frontière russe. Rattachée au royaume de Prusse en 1795, elle passe sous contrôle russe en 1807. Allemande en 1915, biélorusse en 1918, elle fait partie de la Pologne de 1920 à 1939. Envahie par l'Allemagne nazie en 1940, elle est cédée à l'Union soviétique conformément au pacte germano-soviétique. Le 27 juin 1941, cinq jours après le début de l'opération Barbarossa, elle tombe aux mains de l'Allemagne nazie qui immédiatement met en place la procédure de liquidation de la population juive.

## Histoire de la communauté juive
Les Juifs sont présents à Białystok dès le XVe siècle, mais deviennent majoritaires lors du développement industriel et commercial de la ville à la fin du XIXe siècle et au début du XXe siècle, atteignant le nombre de 61 500 personnes. À la suite du pogrom de 1906, de nombreux Juifs émigrent principalement aux États-Unis. L'occupation de la ville par les nazis lors de la Seconde Guerre mondiale, conduit au massacre de la presque totalité de la communauté. Une petite communauté se reforme après la guerre, mais disparait à la suite des campagnes antisémites de 1968.

## La vieille synagogue communautaire
La vieille synagogue communautaire (en yiddish: Shtotshul) est construite en 1771-1772 (5531-5532 d'après le calendrier hébraïque) sur le modèle de la synagogue de Tykocin. C'est un simple bâtiment de briques avec une toiture à deux versants, caractéristique des synagogues du XVIIe siècle. La synagogue est conçue et réservée uniquement pour les hommes. À cette époque, selon les statistiques officielles, la population juive de Bialystok est d'environ 765 âmes, soit 80 fois inférieure à la population juive de 61 550 que comptera la ville en 1913. Entre ces deux dates, plus de 30 maisons de prière permanentes sont érigées, sans compter les nombreux minyonim (assemblées de dix personnes ou plus) situés pour la plupart dans des quartiers périphériques.
La vieille synagogue est surtout fréquentée par les gens ordinaires, tandis que l'intelligentsia juive se rend plutôt à la khorshul (synagogue chorale) et trente ans plus tard à la synagogue chorale de la communauté Adas Yeshurun. Pour faire face à l'accroissement des fidèles et pour mieux représenter la communauté juive il est décidé d'ériger une nouvelle synagogue plus importante à la place de la vieille synagogue. La décision de raser l'ancienne synagogue est prise à Pessa'h 5665 (1905).

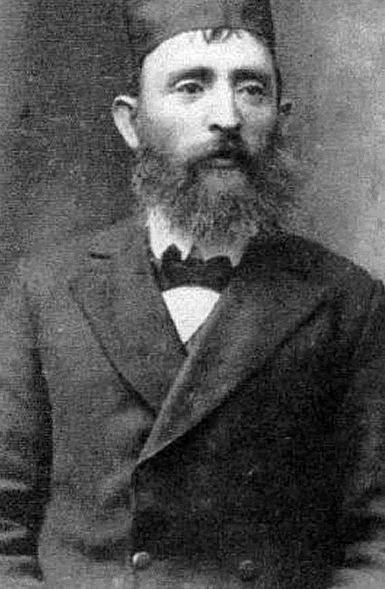
Shlomo Yakov Rabinovitch, architecte de la grande-synagogue

## Construction de la nouvelle synagogue

### Lancement de la construction
Celle-ci commence dès le 23 mai 1905. Il faut plusieurs semaines pour abattre l'ancienne synagogue et enlever les débris. Dès le terrain déblayé, la première pierre est officiellement posée. Les plans de la synagogue sont dessinés par l'architecte juif de Bialystok Salomon (ou Samuel) Jacob Rabinovitch, né en 1865 (ou 1872) à Nowogrodek, fils du rabbin Simon Rabinovitch et de sa femme Bilia Gult. Il meurt dans le ghetto de Białystok en 1942 ou 1943. Il est le père du célèbre peintre Benejou Rabinowicz dit Benn. Une des autres réalisations à Białystok de Rabinovitch toujours debout, est la maison de la Société de charité juive Linas Chejlim rue Zielona, (maintenant 19 rue Zamenhof), qui abrite actuellement la polyclinique gynécologique et obstétrique.
Mais les 7 000 roubles dont dispose le comité de construction ne permettent d'élever les murs de la synagogue que jusqu'à la hauteur d'une archine et demie. Les travaux sont alors arrêtés.
En 1905 et 1906 se déroulent à Bialystok de terribles pogroms faisant plus de 200 morts parmi la population juive. Les dragons tsaristes utilisent le chantier de la synagogue pour tirer sur la foule juive. De nombreux fidèles pensent que tous ces troubles sont une punition divine pour avoir détruit la vieille synagogue avant d'en avoir érigée une neuve.
Au début de l'été 1907, une commission est créée afin de trouver l'argent nécessaire pour terminer les travaux. Yankl Janowicz s'engage alors à s'occuper de terminer le bâtiment si on le nomme gabbaï de la synagogue. Grâce à son intercession auprès du gouverneur auprès duquel il a une certaine influence, la commission reçoit une somme d'argent provenant des taxes communales, s'élevant à 23 000 roubles. En plus de Yankl Janowicz nommé gabbaï, Zalman Rapoport est désigné comme expert juridique et Noakh Zabludowski comme administrateur. Les travaux redémarrent jusqu'à la couverture du toit, puis s'arrêtent de nouveau par manque d'argent. Les murs ne sont pas terminés, les fenêtres et les portes sont fermées par des planches de bois clouées. Mais dès le début de 1910, des fidèles viennent prier dans le bâtiment inachevé.
En conflit avec la commission de construction, Yankl Janowicz démissionne de son poste de gabbaï.

### La finition de la nouvelle synagogue
Lors d'une réunion importante dans le courant de l'été 1912, concernant la finition de la synagogue, une nouvelle commission est choisie et Khona–Hersh Nowik est désigné comme nouveau gabbaï. C'est un des hommes les plus respectés de Bialystok, copropriétaire de l'importante société juive C. Nowik et fils. Les membres de la commission sont les premiers à faire une contribution pour la nouvelle synagogue, et font aussi appel à la générosité de l'ensemble de la communauté. L'économie de la ville est alors florissante et les dons affluent même en provenance de banques non-juives. La construction peut alors redémarrer à un rythme soutenu.
La construction va couter de 75 à 80 000 roubles. La synagogue offre 600 sièges pour les hommes et 500 pour les femmes. En plus, il y a deux petites salles de prière de chaque côté du vestibule.
La cérémonie d'inauguration a lieu le 28 septembre 1913 (26 Eloul 5673). Le rabbin Dr. Josef Molhiwer ouvre la synagogue et prononce le discours inaugural. La soirée du lendemain, les rouleaux de Torah sont amenés dans la synagogue, portés sous quatorze dais, escortés par une parade de torches et de musique et accompagnés d'une foule joyeuse d'environ un millier de personnes. Le troisième soir, se déroule un important banquet chez Khona–Hersh Nowik.
Le journal local de langue yiddish, Bialystoker Togenblat indique sous la plume du gabbaï K-H. Nowik, du trésorier N. Zabludowski et du juriste Z. Rapoport :  
« Les gabbaïm de la Grande synagogue expriment par la présente leur plus cordial remerciement au comité de construction de la Grande synagogue, formé des membres suivants: Feywl Khohan, Yitzhak Pogorelski, Shabtai Lebenhaft, Meir Rozental, Mendl Kreczmer, Asher Toposki, Leib Kaplan, Shmuel Priluker, Shmuel Pines, Borukh Gotlib, Efroim Avent, Avraham Dolidski, Leib Rapoport, Yisroel Tikocki, Shimeon Rubin, Nekhemia Herc, Shaul Kantor, Leib Mozower et Meir Yitzhak Abeliow, qui pendant une année et demie, ont travaillé avec grand effort et dévotion pour terminer la construction du bâtiment de la synagogue, et qui ont obtenu un tel succès grâce à leur coopération énergique de sorte que la synagogue est un bâtiment magnifique et grandiose. Nous exprimons nos remerciements à eux et à tous ceux qui ont travaillé au bâtiment de la synagogue pour notre communauté et notre pays. »

### Architecture de la synagogue
La synagogue, située rue Boznicza (aujourd'hui rue Suraska), est un bâtiment carré en pierres, avec un large dôme central de dix mètres de diamètre surmonté d'une flèche terminée par une étoile de David, et de deux dômes plus petits décoratifs au-dessus des pièces latérales. La structure composite en béton armé et acier du dôme principal est soutenue par des piliers, qui au niveau de la grande salle de prière sont incorporés dans la structure de la bimah. Le dôme possède huit petites ouvertures permettant d'éclairer la synagogue. La salle de prière principale est entourée sur trois côtés, au niveau du premier étage par une galerie réservée aux femmes. De tendance réformée, la synagogue possède un orgue et un emplacement réservé pour un chœur. L'entrée principale de 2,5 mètres de large conduit à la salle de prière principale. À l'opposé de l'entrée principale se trouve un large espace pour les fidèles debout, tandis que derrière se trouvent des bancs pour les fidèles réguliers. De chaque côté, un escalier mène à la galerie pour les femmes.
Le bâtiment de la synagogue présente un style éclectique associant le néo-gothique principalement pour les baies, au style néo-byzantin des coupoles et aux formes orientales. Au début du XXe siècle, de nombreuses synagogues de Pologne empruntent des éléments byzantins afin de réduire l'aspect néo-gothique étroitement identifié au christianisme.

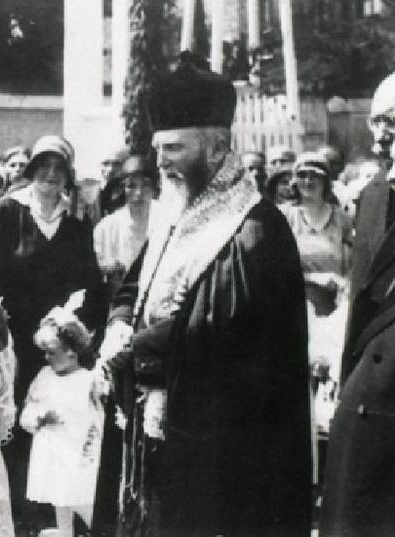
Gedali Rozenman, grand-rabbin de Bialystok de 1919 à 1943

## Fonctionnement de la synagogue
La nouvelle et grande synagogue de Bialystok appartient à la communauté réformée, et a pour fidèles principalement des jeunes et la classe éduquée de la communauté juive. Elle n'est ouverte que le shabbat et les jours de fête, ainsi que pour des cérémonies officielles en présence des autorités municipales et gouvernementales. Le rabbin Gedali Rozenman y donne des conférences passionnantes religieuses et parfois politiques en langue polonaise.
Le 15 mars 1923, se déroule à la synagogue une importante cérémonie religieuse et nationale en l'honneur de Nahum Sokolow, venu représenté le Keren Hayessod (Fonds de fondation) à Bialystok. La synagogue est bondée et une foule compacte se presse dans les rues avoisinantes. Ovationné à son arrivée, les représentants de la synagogue lui offrent un rouleau de Torah en guise de cadeau. Après un discours de remerciement, Sokolow écrira un article complet dans le Pinkes (Livre mémorial) de la synagogue.
En 1934, la synagogue est intégrée dans les institutions du Vaad haKehile (Conseil de la communauté juive), qui contribue à ses dépenses à hauteur de 4 000 gildn par an. En 1934, les dépenses totales de la synagogue se chiffrent à 14 950 gildn et en 1935 à 14 522 gildn. Les principales dépenses sont: le Hazzan (chantre) pour environ 4 000 gildn par an, le chœur pour 5 000 gildn par an et les Chamachim (bedeaux).
Les dépenses sont couvertes par l'argent donné par le Vaad, par la location des places principalement pendant les grandes fêtes de Tishri, et par les dons lors des montées à la Torah pendant les offices.
La taille de la synagogue et son prestige attirent des Hazzanim (chantres) de toute la Pologne ainsi que des pays voisins. Lors de Pessa'h 1934, 14 Hazzanim offrent leurs services pour diriger les offices de la synagogue.
Le Dr Gedali Rozenman est le grand-rabbin de Bialystok de 1919 jusqu'à 1943. En collaboration avec les autorités municipales et provinciales, il veille à ce que les relations polono-juives se déroulent dans un esprit de respect mutuel et de tolérance. Lors des fêtes officielles, après les prières et l'hymne juif Hatikvah, il fait entonner l'hymne national polonais Mazurek Dąbrowskiego dans la synagogue . En 1941, Rozenman est enfermé dans le ghetto de Białystok où il est élu président du Judenrat. Deux ans plus tard, lors de la liquidation du ghetto, il est envoyé au camp de concentration de Poniatowa où il est assassiné en novembre 1943.

## Fin tragique de la Grande synagogue
Cinq jours après le début de l'opération Barbarossa, les Allemands assiègent Bialystok, où habitent à l'époque environ 50 000 Juifs. Le 27 juin 1941, connu par les Juifs comme le vendredi rouge, la première et troisième compagnie du bataillon 309 de la police allemande, sous les ordres du lieutenant-colonel Ernst Weis, regroupent entre 800 et 2000 Juifs, hommes, femmes et enfants, pris la plupart au hasard, dans la grande synagogue avant d'y mettre le feu.
D'après The Bialystoker Memorial Book, les Allemands ont versé de l'essence à l'intérieur de la synagogue avant de lancer des grenades pour déclencher l'incendie. Le feu s'est propagé aux maisons avoisinantes où se cachaient des Juifs qui périrent aussi dans l'incendie. Le jour suivant, trente camions chargés de corps les déchargent dans une fosse commune. Le gardien polonais de la synagogue, Józef Bartoszko, au risque de sa vie, réussit à ouvrir une fenêtre d'où une dizaine de Juifs purent s'échapper.
Un membre du bataillon 309 décrira plus tard ce qu'il a observé: 
« j'ai ... vu la fumée qui sortait de la synagogue, et j'ai entendu les gens emprisonnés qui criaient à l'aide. J'étais à environ 70 mètres de la synagogue...Je pouvais voir le bâtiment et j'ai remarqué que des gens essayaient de s'échapper de l'intérieur par les fenêtres avant d'être abattus. Autour de la synagogue étaient membres de la police qui devrait veiller évidemment à ce que personne ne puisse sortir. »
Cent à cent cinquante hommes du bataillon encerclaient la synagogue afin qu'aucun Juif ne puisse s'échapper vivant du brasier et s'amusaient à voir des torches humaines essayer de s'enfuir sous leurs tirs. Les membres du bataillon 309 de la police, ne sont pour la plupart même pas des policiers professionnels, mais des Allemands "ordinaires" qui ont opté pour ce régiment afin d'échapper au service militaire régulier et d'être envoyés au front.
Parmi ceux qui ont perdu la vie dans la synagogue, on compte le docteur Kracowski, le comptable Note Jakubson, le marchand industriel de la rue Kupiecka Kaplan, le fils de Chaim Cwie, Aron Zabłudowski un joueur d'échecs connu à Bialystok, Poliak, le propriétaire de la pharmacie de la rue Rabińska, Alter Sztejnberg, également connu sous le nom d'Alter Chalele, un comédien adulé par les habitants de Białystok, Icchok Brener, Radzinower le propriétaire du restaurant Akwarium, Jamnik un fabricant de liège, Michał Grodzieński avec son fils et son gendre, Kaplan propriétaire d'un restaurant, le marchand Biskupicki, le fils du grand fabricant de meubles Fuksman, le footballeur célèbre Icchok Lach, Abraham Spektor avec deux de ses fils, Dawid Wysocki, Dawid Lew le fils de Fiszel Lew, le comptable en chef de la communauté juive de Białystok.

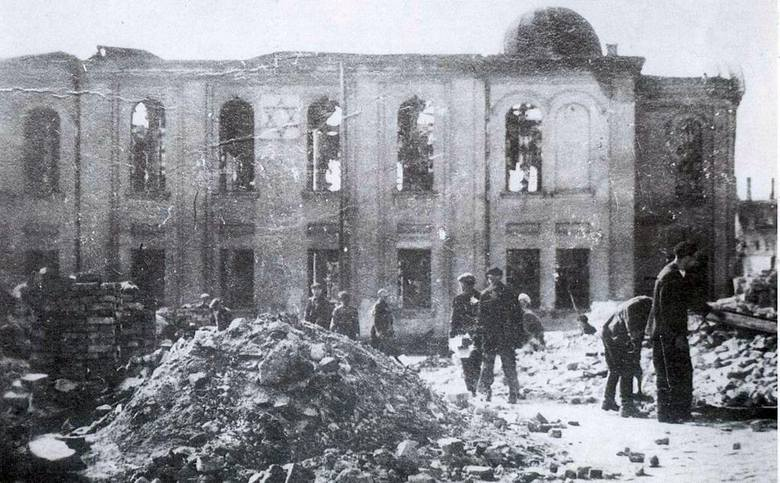
Ruines de la synagogue en 1941
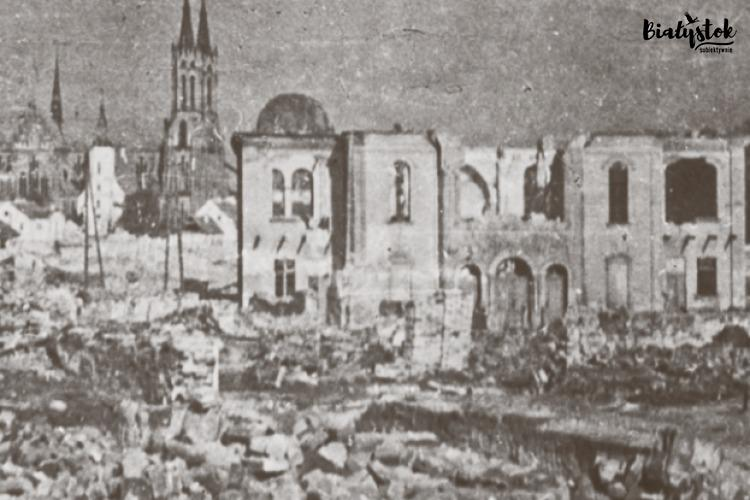
Ruines de la synagogue en 1941
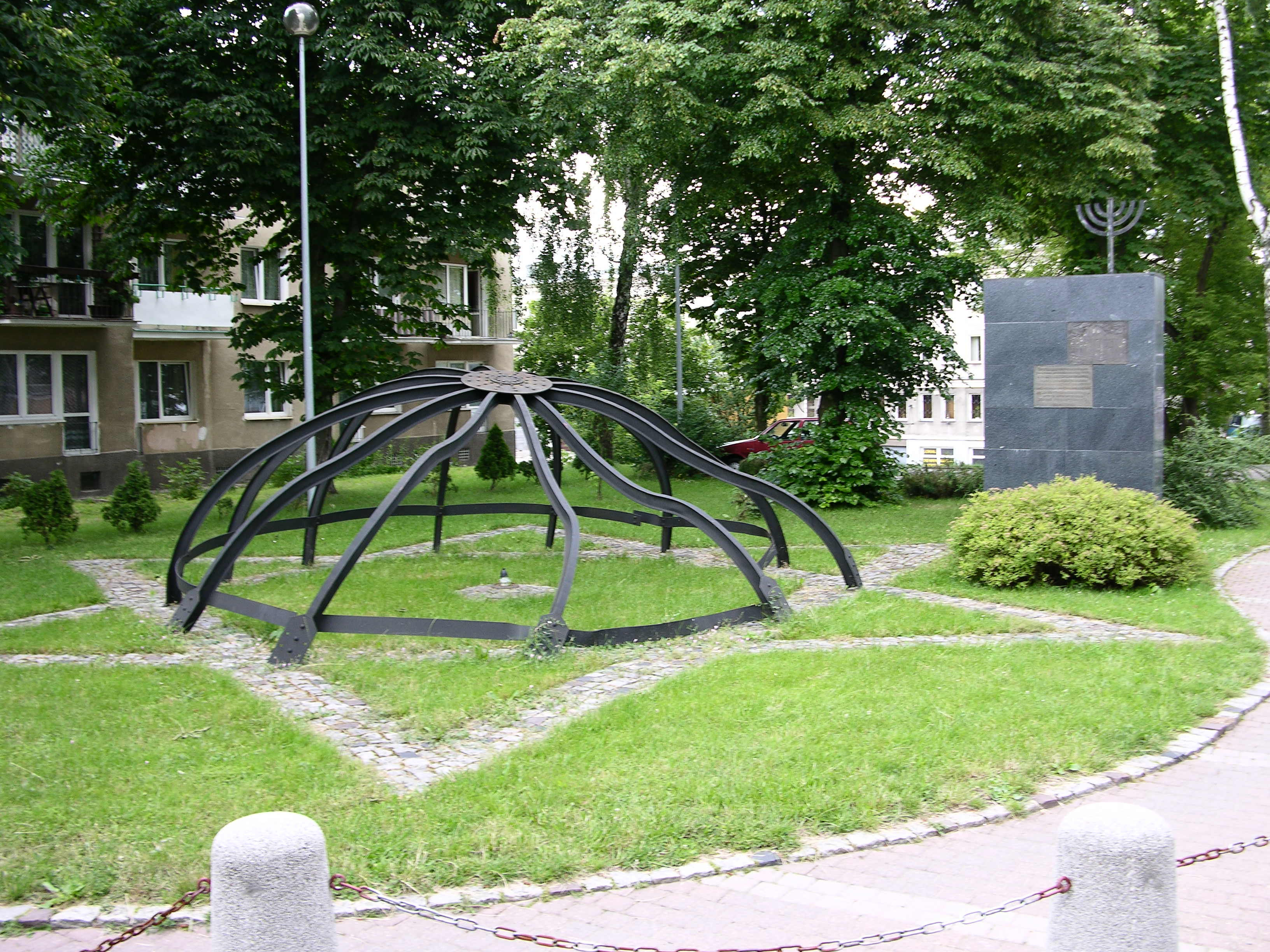
Mémorial pour la synagogue détruite
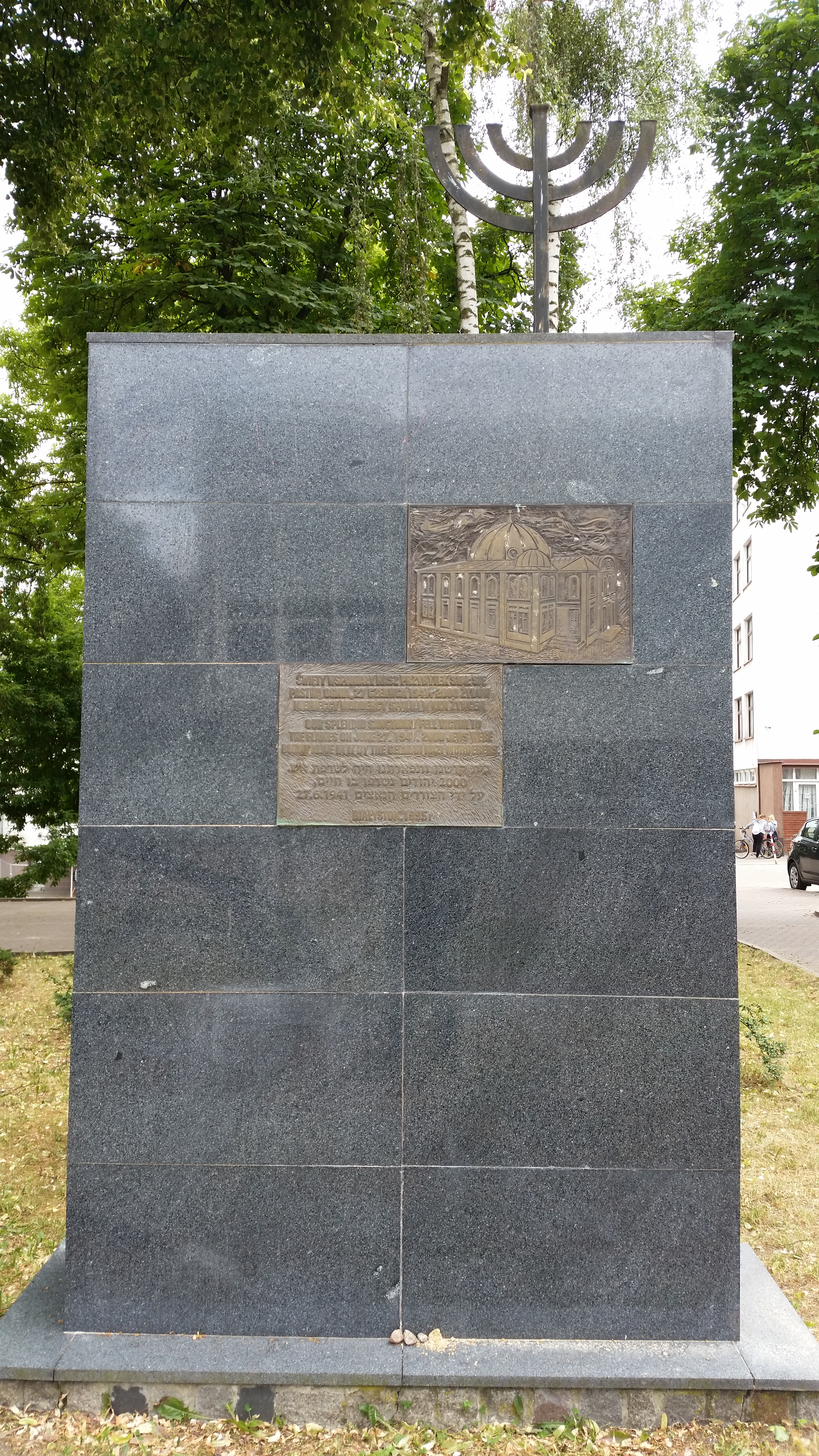
Mémorial pour la synagogue détruite

## Mémorialaprès-guerre
Un monument commémorant cet événement tragique est dévoilé sur le site de la synagogue incendiée en août 1995. La structure en acier torsadée et nue rappelle l'armature métallique tordue par le feu du dôme central, seul élément reconnaissable de la grande synagogue après son incendie en 1941. Ce monument fait maintenant partie de la Voie de l'héritage juif de Bialystok ( Szlak Dziedzictwa Zydowskiego w Białymstoku). Il a été conçu et supervisé par Michał Filiker et réalisé par Maria Dżugała-Sobocińska, Dariusz Sobociński et Stanisław Ostaszewski.